# Wojciech Plewiński
Wojciech Plewiński (ur. 31 sierpnia 1928 w Warszawie) – polski fotograf, z wykształcenia architekt. Autor ponad 500 okładek tygodnika „Przekrój”, z którym związany był przez wiele lat. Członek FIAP i ZPAF.

## Życiorys
Urodził się w rodzinie Witolda i Zofii z domu Malkiewicz. Miał starszą przyrodnią siostrę Bożenę (zm. 1925) i młodszą Danutę. Z Warszawy z rodziną przenieśli się do Białogonu, a następnie zamieszkali w Kielcach. Tam uczęszczał do prywatnej szkoły powszechnej im. Królowej Jadwigi, należał też do harcerstwa.
Podczas okupacji niemieckiej w Kielcach zdał na tajnych kompletach tzw. małą maturę, a po przeprowadzce do Bejsc kontynuował tajną naukę w pobliskim majątku Charbinowice. Od 1943 roku do końca wojny mieszkał z rodziną w majątku ziemskim Skórnice. 
Po wojnie przeprowadzili się do Modliszewic k. Końskich, gdzie ojciec rozpoczął pracę na fermie hodowlanej. Wojciech uczęszczał do gimnazjum w Końskich. W kwietniu 1946 rodzina przeniosła się do Solic na Ziemiach Zachodnich, gdzie przejęła poniemieckie gospodarstwo. Wojciech należał tam do harcerstwa, brał udział w Straży Obywatelskiej, która broniła mieszkańców przed napadami band i maruderów. Za posiadanie karabinu (znalezionego w gospodarstwie), przesłuchiwany był przez milicję i UB. W aresztach spędził około czterech miesięcy. Po zwolnieniu z kolejnego aresztowania wyjechał do Chełmży, do zaprzyjaźnionej rodziny, gdzie zdał maturę. Początkowo, od 1948 roku studiował na Wydziale Rzeźby Akademii Sztuk Pięknych w Krakowie, później na Wydziale Architektury Politechniki Krakowskiej. Dyplom inżyniera uzyskał w 1955 roku. W Pracowni Konserwacji Zabytków w latach 1950–1956 zajmował się inwentaryzacją niszczejących zabytków Małopolski, w latach 1956–1959 pracował jako fotograf w Instytucie Zootechniki. Współpracował z Polskim Wydawnictwem Muzycznym (1950–1960), „Tygodnikiem Powszechnym” (od 1956), gdzie publikował liczne zdjęcia ilustrujące teksty literackie, reportaże, recenzje. Od 1955 roku był członkiem ZPAF. W latach 1957–1990 był związany z tygodnikiem kulturalnym „Przekrój”, gdzie opublikował wiele fotoreportaży oraz zdjęć mody, ale przede wszystkim był autorem okładek tegoż czasopisma. Założyciel i ówczesny redaktor naczelny „Przekroju”, Marian Eile, wzorując się na zachodniej prasie, postanowił, aby na okładkach jego magazynu znalazły się twarze młodych, pięknych kobiet. „Kociakami” na okładkach „Przekroju” były m.in. Anna Dymna, Beata Tyszkiewicz, Barbara Kwiatkowska, Teresa Tuszyńska i Ewa Krzyżewska).
W 1959 roku rozpoczął współpracę z krakowskimi teatrami: Rapsodycznym, Słowackiego i Starym. Później fotografował również przedstawienia odbywające się na deskach Teatru STU i Teatru Ludowego w Krakowie, oraz teatrów w Warszawie, Wrocławiu, Katowicach, Chorzowie, Tarnowie, Bielsku, Łodzi i Zakopanem. Przez wiele lat związany był również z Piwnicą pod Baranami. Pod koniec lat 50. brał udział w spotkaniach muzyków Jazz Camping na Kalatówkach. Stamtąd pochodzi jedno z najlepiej znanych zdjęć Plewińskiego, przedstawiające Romana Polańskiego i Andrzeja Wojciechowskiego tańczących na stole w piżamach. Przez całe życie wykonywał portrety ludzi związanych z Krakowem; popularność zyskało m.in. zdjęcie Krzysztofa Komedy przedstawiające go tuż po wyjściu z wody.
W 1959 roku wystąpił w krótkometrażowym filmie Krzysztofa Zanussiego Cement i słowa, którego akcja rozgrywa się w cementowni w Nowej Hucie. Jest bohaterem filmów dokumentalnych: Twarze (1966), Portret. Wojciech Plewiński (2000) i Plewiński, spojrzenia (2017).
Jego dzieła prezentowane były na wielu wystawach zbiorowych i indywidualnych, m.in. w Hongkongu, Holandii, Meksyku, Niemczech, Austrii, Grecji, Francji, Wielkiej Brytanii, Jugosławii, Meksyku oraz we Włoszech. W 2011 roku Muzeum Narodowe w Krakowie w porozumieniu z samym Plewińskim przygotowało wystawę-retrospektywę 50 lat jego pracy twórczej. Otwarcie ekspozycji nastąpiło 22 czerwca. Składało się na nią blisko 300 prac fotografa: portrety, zdjęcia reportażowe, teatralne oraz akty. Zamknięcie wystawy nastąpiło 28 sierpnia 2011.
Obecnie zdjęcia Plewińskiego znajdują się m.in. w archiwach Muzeum Sztuki Nowoczesnej w Łodzi, Muzeum Narodowego we Wrocławiu, Centrum Scenografii Polskiej w Katowicach czy Muzeum Narodowego Starego Teatru w Krakowie.

## Życie prywatne
Dwukrotnie żonaty. Od 1953 roku był mężem Joanny z domu Wolskiej. Po raz drugi ożenił się z Anną. Mieszka w Krakowie. Ma syna Macieja (ur. 1955), grafika, fotografa, i dwie córki. Wnuk Filip (ur. 1988), syn Macieja, jest operatorem filmowym i fotografem.

## Ordery i odznaczenia
- Krzyż Kawalerski Orderu Odrodzenia Polski
- Złoty Krzyż Zasługi
- Srebrny Medal „Zasłużony Kulturze Gloria Artis” (2017)[11]
- Brązowy Medal „Cracoviae Merenti” (2018)[12]
- Odznaka „Zasłużony Działacz Kultury”
- Medal Św. Huberta[13]

Źródło:.

## Nagrody
- I nagroda za Fotografię Prasową w Warszawie (1959)
- Złoty Medal za fotografie teatralne w Nowym Sadzie (1968, 1971)
- Medal za fotografię „Starzy ludzie” w Madrycie (1969)
- I nagroda za reportaż „Jan Paweł II w Polsce” (1979)
- Nagroda ZAiKS-u w dziedzinie sztuk wizualnych (2015)[14]
- Nagroda Miasta Krakowa (2018)[15]

Źródło:.